# Kaufstraße (Riga)

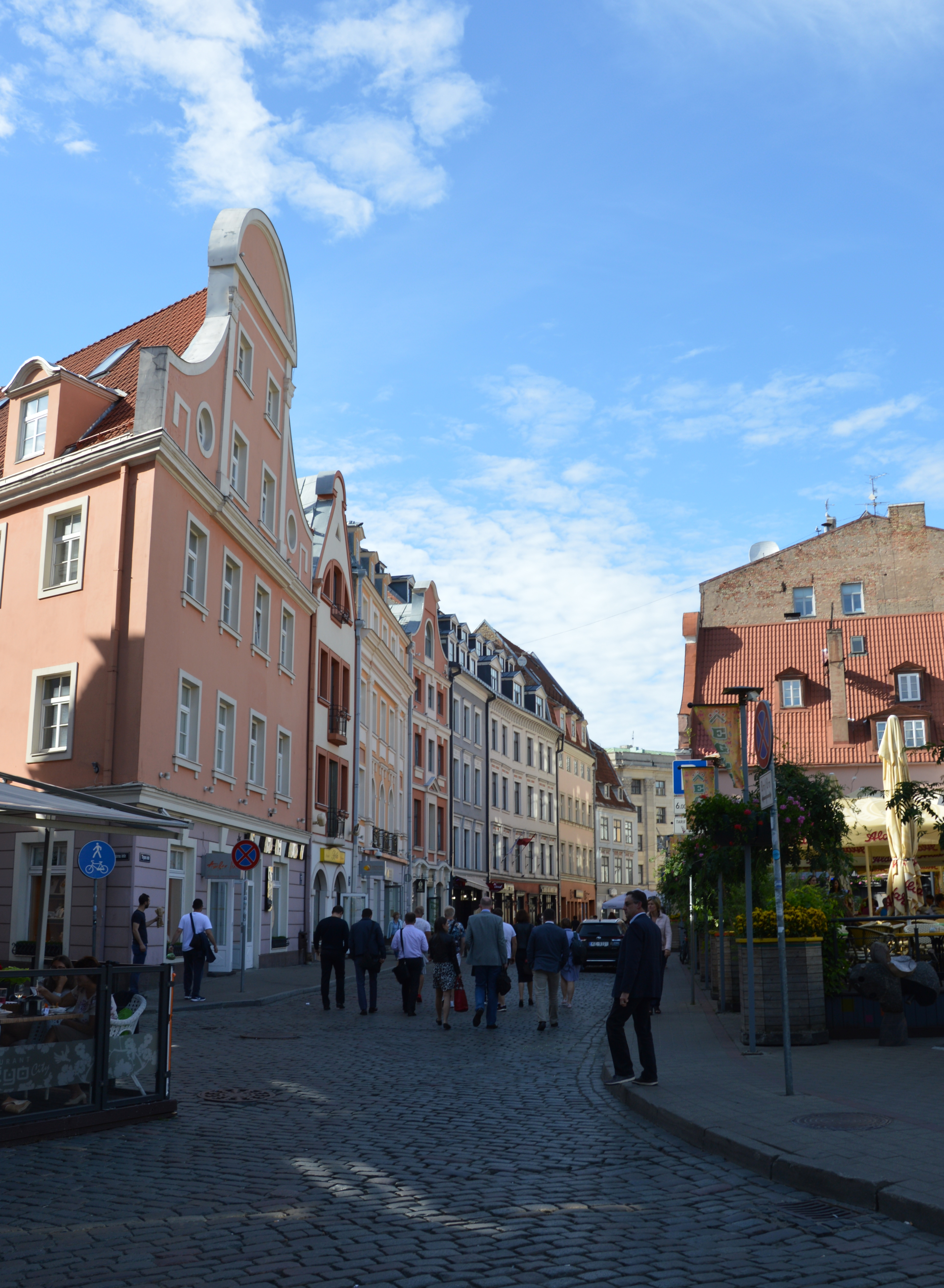
Kaufstraße, Blick von Süden

Die Kaufstraße (lettisch Tirgoņu iela) ist eine Straße in der lettischen Hauptstadt Riga.
Sie liegt in der Rigaer Altstadt und führt von der Kalkstraße (Kaļķu iela) im Süden in einem Bogen nach Norden, bis sie nach einem Verlauf von etwa 170 Metern auf die Scheunenstraße (Šķūņu iela) trifft. An der Ecke zur Kalkstraße befindet sich das Rathaus Riga.
Die Straße entwickelte sich im 14. Jahrhundert, eine erste urkundliche Erwähnung ist aus dem Jahr 1333 überliefert. In der Kaufstraße waren im Mittelalter viele Händler ansässig. Die Straße war einer der wichtigsten Handelsorte der Stadt, woraus sich auch der Name der Straße ergibt.
Mehrere der Gebäude entlang der Straße stehen unter Denkmalschutz, so der Wohnkomplex Kaufstraße 5, 7, 9 und das Wohngebäude Kaufstraße 10.